# Bad Boys 2. – Már megint a rosszfiúk
A Bad Boys 2 - Már megint a rosszfiúk (eredeti cím: Bad Boys 2) 2003-ban bemutatott amerikai akció-vígjáték, amelynek rendezője Michael Bay, producere Jerry Bruckheimer, főszereplői pedig Martin Lawrence és Will Smith. A film két rendőr munkáját követi, akik a Miamiba áramló ecstasy után nyomoznak. Annak ellenére, hogy a kritikusok negatív véleménnyel voltak róla, a film világszerte 273 millió dollár bevételre tett szert.

## Cselekmény
|  | Alább a cselekmény részletei következnek! |

Nyolc évvel az első film eseményei után a Miami Rendőrség (MPD) nyomozói Marcus Burnett (Martin Lawrence) és Mike Lowrey (Will Smith) a rendkívül erős ecstasy áramlást vizsgálják Miamiba. Felügyeletük alatt csónak érkezik Kubából a Ku-Klux-Klan egy összejövetelére, mely drogot szállít a mocsáron keresztül Miami dokkjain kívül. Katasztrofális támadás veszi kezdetét a klán tagjai ellen, ugyanis a támogatás nem jön időben egy rosszul működő rádió miatt. A tűzharcban Mike megsebesíti Marcust a fenekén, mire kiderül, hogy a klán tagjai csupán kis vevők és nem forgalmazzák az ecstasy-t. Az incidens felveti a kérdést Marcus-ban, hogy továbbra is Mike partnere akar-e lenni, miközben Mike attól tart, hogy Marcus rájön húgával Syddel (Gabrielle Union) folytatott kapcsolatára.
Mike és Marcus tudta nélkül Syd a Drog Végrehajtási Intézet (DEA) pénzmosási ügynöke az orosz maffiánál, akik valóban az ecstasyt forgalmazzák egy kubai drogbáró Johnny Tapia (Jordi Molla) nevében. Syd első bevetésén egy Haitii banda megpróbálja eltéríteni az oroszok és Tapia közötti pénz szállítmány útját, mellyel Syd komoly bajba kerül. Mike és Marcus véletlenül keveredik bele a tűzharcba és autós üldözésbe, mely a banda tagjai és a Miami Rendőrség/Drog Végrehajtási Intézet között zajlik, hatalmas pusztítással, ami feldühíti a helyi rendőrfőnököt Conrad Howard (Joe Pantoliano) kapitányt. Mike és Marcus így rájönnek Syd tényleges munkájára, ami Marcust nagyon elboldogtalanítja, miközben Howard kapitány követeli, hogy találják meg az ecstasy igazi szállítóját.
Marcus és Mike elindul, hogy megtalálják a haiti banda vezetőjét a golyózápor után a banda feje felfedi az igazságot a szállítás körülményeiről társa kamerája alapján. A felvételek megtekintése után a két rendőr megtudja, hogy Tapia fedő vállalkozása egy helyi, spanyol érdekeltségű halottasház a Palms. Mike és Marcus kártevőirtóknak kiadva magukat behatolnak Tapia villájába és rájönnek, hogy a drogbáró likvidálta az orosz közvetítőket, és elkezdett udvarolni az orosz maffia korábbi munkatársának Sydnek, aki még mindig a DEA titkos ügynöke és újra a nyomozás középpontjába állítja Tapiát. A nyomozóknak azt is sikerül bebizonyítaniuk, hogy kapcsolat áll fent Tapia és az egyik Ku Klux Klán hajó között.
A letartóztatás nyomása alatt az egyik klán tag elmondja, hogy a hajó Tápiáé. A két nyomozó újabb tűzharcba keveredik, miközben egy halottas kocsit üldöznek a dokkból, ami kiürített holttesteket szállít. Mike és Marcus úgy dönt beszivárognak Tapia halottasházába, ahol megtudják, hogy a drogbáró a holttestekben csempészi a kábítószert és a pénzt. A küldetés majdnem kudarcba fullad, amikor kis híján lelepleződik a páros, közben Marcus véletlenül lenyel 2 szem ecstasy-t. Mike két beépített ügynökét kéri, hogy hajtsanak neki mentőautójukkal a halottasháznak elterelés gyanánt. Ezután Mike és a bedrogozott Marcus, Howard kapitányhoz indulnak házkutatási parancsért a halottasházhoz és Tapia villájához. Azonban a villa átkutatása nem sikerül a revansot követelő orosz gengszter Alexei (Peter Stormarer) miatt. Alexei-t megöli a rendőrség, míg Tapia rájön, ki is valójában Syd és magával viszi Kubába. Tapia fogva tartja Sydet a kubai villájában, amit a kubai hadsereg őriz, közben vissza követeli pénzét és két nap határidőt ad, Sydért cserébe.
Mike és Marcus, valamit önkéntes SWAT csapatuk és Syd munkatársai elkészítenek egy haditervet Syd kiszabadítására Tapia erődjéből. A harc alatt a két nyomozó kiszabadítja Sydet és megkezdik menekülésüket a feldühödött Tapia elől. A hosszas üldözés végül egy aknamezőn ér véget, a g–uantánamói haditengerészeti bázis mellett, ahol Tapia fegyvert tart Mike fejéhez. Marcus megmenti társát úgy, hogy fejen találja Tapiát aki holtan esik össze az aknamezőn, mire Mike felkiált: "Látod így kell ezt csinálni. Mostantól így fogod csinálni!"
Később a Burnett házban Mike és Marcus az új Mike által vásárolt medencében lazítanak (az előző egy sajnálatos baleset miatt tönkrement) Marcus megbékél Mike és Syd kapcsolatával és meggondolja magát az új társ keresésben is. Ám annak ellenére, hogy a hangulat csodás, az új medence is szétesik és bemossa a két barátot a folyóba, miközben a "Bad Boys" című számot éneklik.
|  | Itt a vége a cselekmény részletezésének! |

## Szereplők
| Színész               | Szerep                               | Magyar hang           |
| --------------------- | ------------------------------------ | --------------------- |
| Martin Lawrence       | Marcus Burnett nyomozó               | Kálloy Molnár Péter   |
| Will Smith            | Mike Lowrey nyomozó                  | Kálid Artúr           |
| Jordi Mollà           | Hector Juan Carlos "Johnny" Tapia    | Széles László         |
| Gabrielle Union       | Sydney "Syd" Burnett DEA ügynök      | Németh Borbála        |
| Peter Stormare        | Alexei                               | Dunai Tamás           |
| Theresa Randle        | Theresa Burnett                      | Orosz Helga           |
| Joe Pantoliano        | Conrad Howard százados               | Kassai Károly         |
| Otto Sanchez          | Carlos                               | Kaszás Gergő          |
| Jon Seda              | Roberto                              | Rába Roland           |
| Oleg Taktarov         | Josef Kuninskavich                   | Hajdu István          |
| Michael Shannon       | Floyd Poteet                         | Kolovratnik Krisztián |
| Jason Manuel Olazabal | Marco Vargas nyomozó                 | Holl Nándor           |
| Yul Vazquez           | Mateo Reyes nyomozó                  | Szabó Sipos Barnabás  |
| Treva Etienne         | "Icepick"                            | Király Attila         |
| Kiko Ellsworth        | "Szőke pubi"                         | Szabó Győző           |
| Timothy Adams         | DEA furgonos ügynök                  |                       |
| Henry Rollins         | TNT csapatvezető                     | Csernák János         |
| Dennis Greene         | Reggie                               | Kékesi Gábor          |
| Megan Fox             | klubtáncos (stáblistán nem szerepel) |                       |
| John Salley           | Fletcher, hacker                     | Elek Ferenc           |
| Dan Marino            | önmaga                               |                       |
| Michael Bay           | figyelmetlen sofőr                   |                       |

## Fogadtatás
A film többnyire negatív kritikát kapott. A film tárgya volt néhány rosszmájú kritikának a hossza, brutális és felfuvalkodott cselekménye, vitathatatlanul nőgyűlölő ábrázolása a nőkkel szemben és erőszakos humora miatt. Ez a 162 értékelésen alapul, melyek a  Rotten Tomatoes-ról származnak, mely szerint a kritikusok 23%-a pozitív szavazatot adott a Bad Boys 2 című filmnek és átlagos osztályzata 4,1/10. Ugyanakkor érdemes megjegyezni, annak ellenére, hogy  gyenge a véleményezése a hivatásos kritikusok 80%-a, vagyis a 471464 Rotten Tomatoes felhasználó közül adott a filmnek 3.5 csillagot, vagy annál többet az 5-ből, átlagos értékelése 3,6/5.

### Bevétel
A film pénzügyi siker lett.  138.608.444 millió dollár bevételre tett szert Észak-Amerikában és 134.731.112 millió dollárt egyéb országokban. Összesen 273.339.556 millió dollár bevételt hozott világszerte - majdnem kétszerese a film bruttó kiadásainak.

### Elismerések
Az MTV Movie Awards 2004 díjátadón a filmet jelölték a "Legjobb akció sorozat" díjra, de elvesztette a "Gyűrűk ura: A király visszatér" című filmmel szemben. Will Smith és Martin Lawrence elnyerte a "Legjobb On-Screen csapat" díjat.

## Más média

### Videójáték
A videójáték változata a filmnek, az úgynevezett Bad Boys: Miami Takedown, amely Észak-Amerikában 2004-ben jelent meg  PlayStation 2, Xbox, GameCube és Windows játékgépekre. Az eredetileg tervezett megjelenés 2003-ra volt időzítve, de (A nyakkendő;a film DVD kiadás) miatt, a játék háttérbe szorult több hónapig. A játék nem teljesítette semmilyen értékesítési vagy kritikai elismerést, ebből fakad az alacsony értékelés sok játék kritikával foglalkozó honlapon.

## Folytatás
2008 júniusában , Michael Bay kijelentette, hogy ő is szeretne folytatást Bad Boys III , de a legnagyobb akadálya az, hogy a lehetséges folytatás hatalmas költségekkel járna, mert ő neki  és Will Smith-nek, a legmagasabb a fizetése a filmiparban .
2009 augusztusában The Film Stage azt jelentette, hogy a Columbia Pictures felbérelte Peter Craiget, hogy írja meg a forgatókönyvét a Bad Boys III-nak.
2011 februárjában a BET The Mo'Nique Show című műsorában, Martin Lawrence megerősítette, hogy a Bad Boys III munkálatai folyamatban vannak.

## Fordítás
Ez a szócikk részben vagy egészben  a   Bad Boys II  című angol Wikipédia-szócikk ezen változatának fordításán alapul.  Az eredeti cikk szerkesztőit annak laptörténete sorolja fel. Ez a jelzés csupán a megfogalmazás eredetét és a szerzői jogokat jelzi, nem szolgál a cikkben szereplő információk forrásmegjelöléseként.